# Igreja Apostólica Albanesa

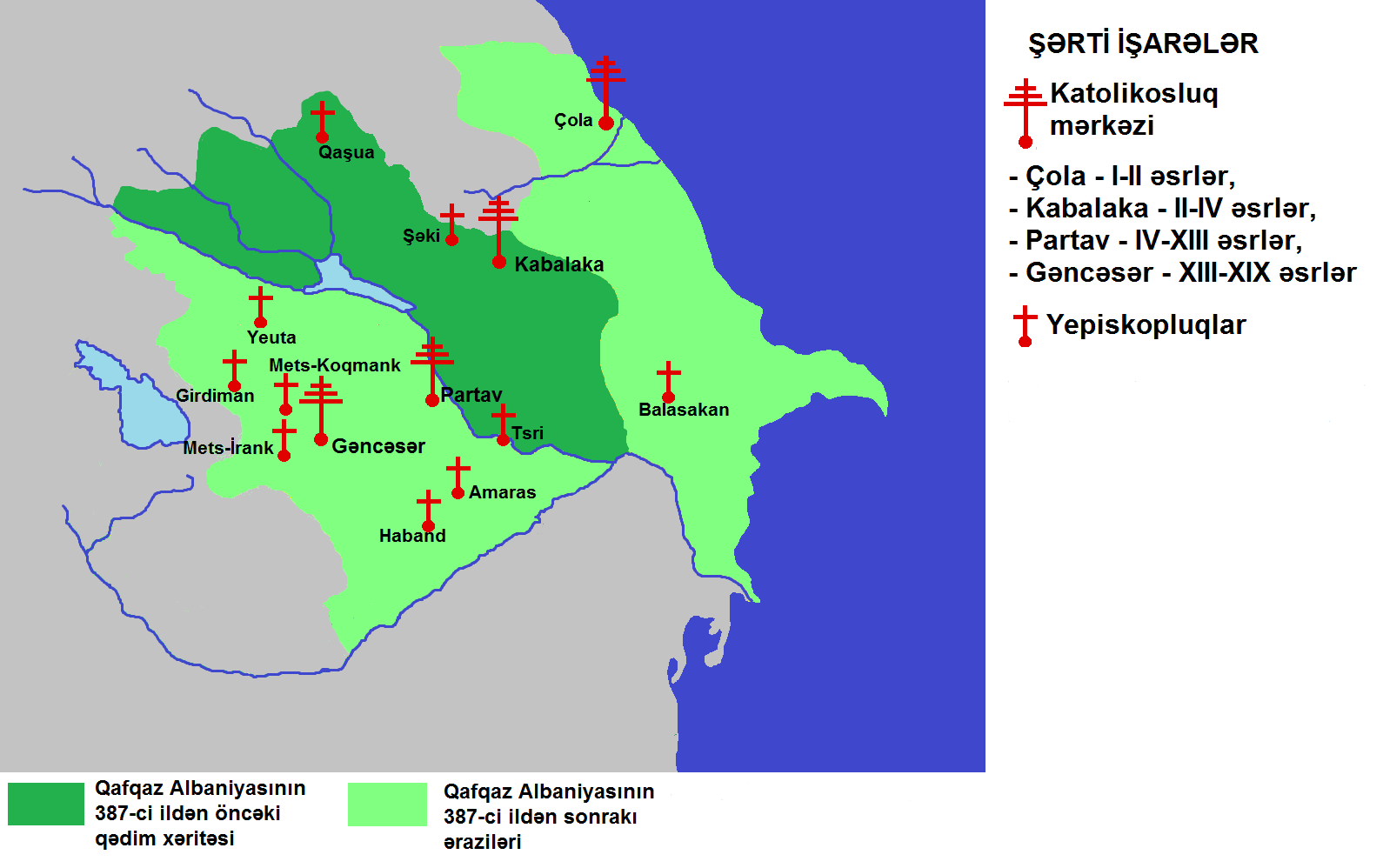
Centros históricos e bispados da Igreja Apostólica Albanesa

A Igreja da Albânia (armênio: ղվղվղվնից եկեղեցի; azerbaijano: Alban Kilsəsi) ou Igreja Apostólica Albanesa (azerbaijano: Alban Həvvari Kilsəsi) foi uma antiga Igreja ortodoxa oriental autocéfala estabelecida no século V.  É uma das mais antigas Igrejas caucasianas e Igreja nacional do Reino da Albânia.
A Igreja albanesa, juntamente com a georgiana e a armênia, seguiu em divergências religiosas com a Igreja bizantina. Ela adotou as decisões dos três primeiros Concílios Ecumênicos - Niceia (325), Constantinopla (381) e Éfeso (431). O primeiro Primaz conhecido da Igreja albanesa, que tinha o título de "Católico da Albânia, Lupênia e Chola" foi Abas (551-552). Com o recebimento deste título, foi indicado o status da Igreja da Albanesa na tríade das Igrejas da Transcaucásia.
Em 705, caiu sob a jurisdição da Igreja Apostólica Armênia como o Catolicato da Albânia centrado na Albânia do Cáucaso, uma região que abrange o atual norte do Azerbaijão e o sul do Daguestão.
Nos tempos medievais, o Mosteiro de Ganzasar serviu como Sé do Catolicato da Albânia da Igreja Apostólica Armênia, que continuou a existir até 1828 (ou 1836) quando foi formalmente abolido pelas autoridades russas, após a cessão forçada dos últimos territórios no Cáucaso mantidos sob o domínio iraniano de Qajar pelo Tratado de Turcamanchai e a Guerra Russo-Persa (1826-1828).

## História

### Origens do Cristianismo na Albânia do Cáucaso

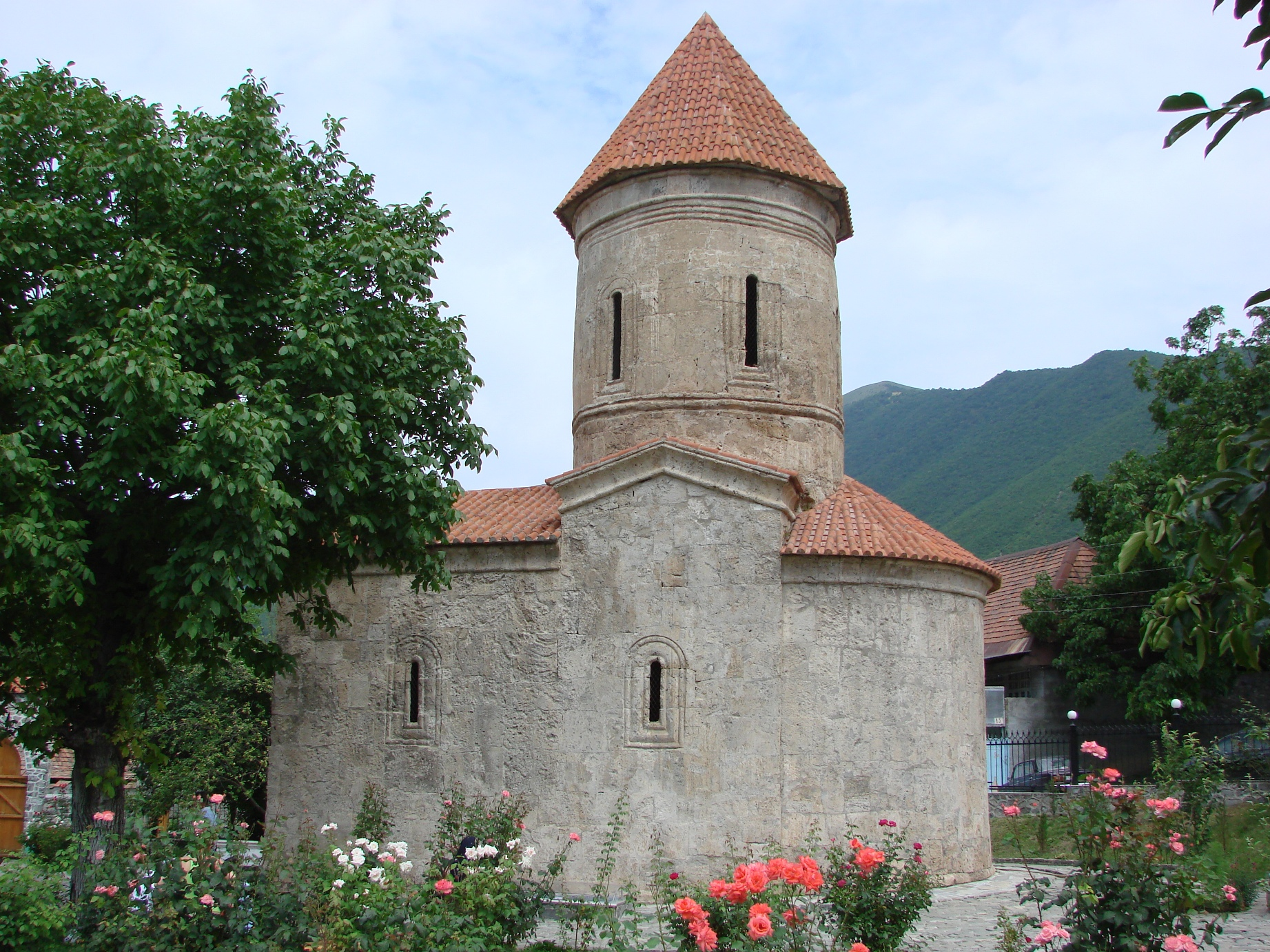
Igreja de Quis

A Albânia do Cáucaso na época de sua cristianização ocupou o território ao norte do Rio Cura até as Portas de Alexandre (moderno Azerbaijão, Rússia).[carece de fontes?]

#### São Eliseu

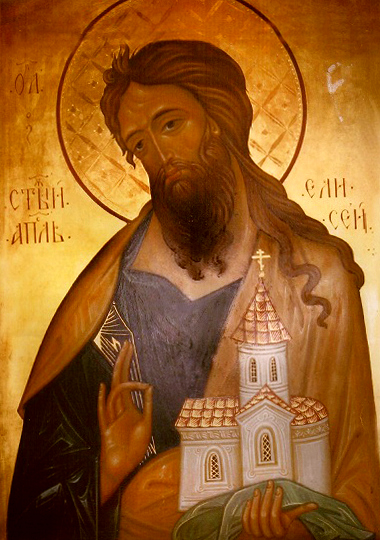
Santo Eliseu, padroeiro da Igreja Apostólica Albanesa.

A difusão do cristianismo nesta região está associada pela tradição local com a pregação, no século I, do Apóstolo Eliseu, primeiro bispo albanês e um discípulo de Tadeu de Edessa, que se acredita ter sido ordenado pelo primeiro Bispo de Jerusalém, o apóstolo Tiago. Ao apóstolo Eliseu é creditado a construção da Igreja de Quis, ao norte de Xaqui, atual Azerbaijão.

#### São Bartolomeu
De acordo com o arcebispo e historiador do século VI, Sofrônio de Chipre, em 71, Bartolomeu, o Apóstolo, estava pregando o Cristianismo na cidade de Albana ou Albanópolis, associada à atual Bacu  ou Derbente, ambos localizados junto ao Mar Cáspio. Bartolomeu conseguiu converter até mesmo membros da família real local que adoravam o ídolo Astaroth, mas mais tarde foi martirizado ao ser esfolado vivo e crucificado de cabeça para baixo por ordem do Rei pagão Astiages. Os restos mortais de Bartolomeu foram secretamente transferidos para a Mesopotâmia. No início do século XIX, quando a Igreja Ortodoxa Russa se estabeleceu no sul do Cáucaso, uma capela foi construída no local de uma antiga igreja albanesa caucasiana em Bacu, perto da Torre da Virgem que se acredita ser o local do martírio de Bartolomeu. A capela foi demolida nos tempos soviéticos, em 1936, no calor da campanha bolchevique contra a religião.

### O Cristianismo como Religião do Estado

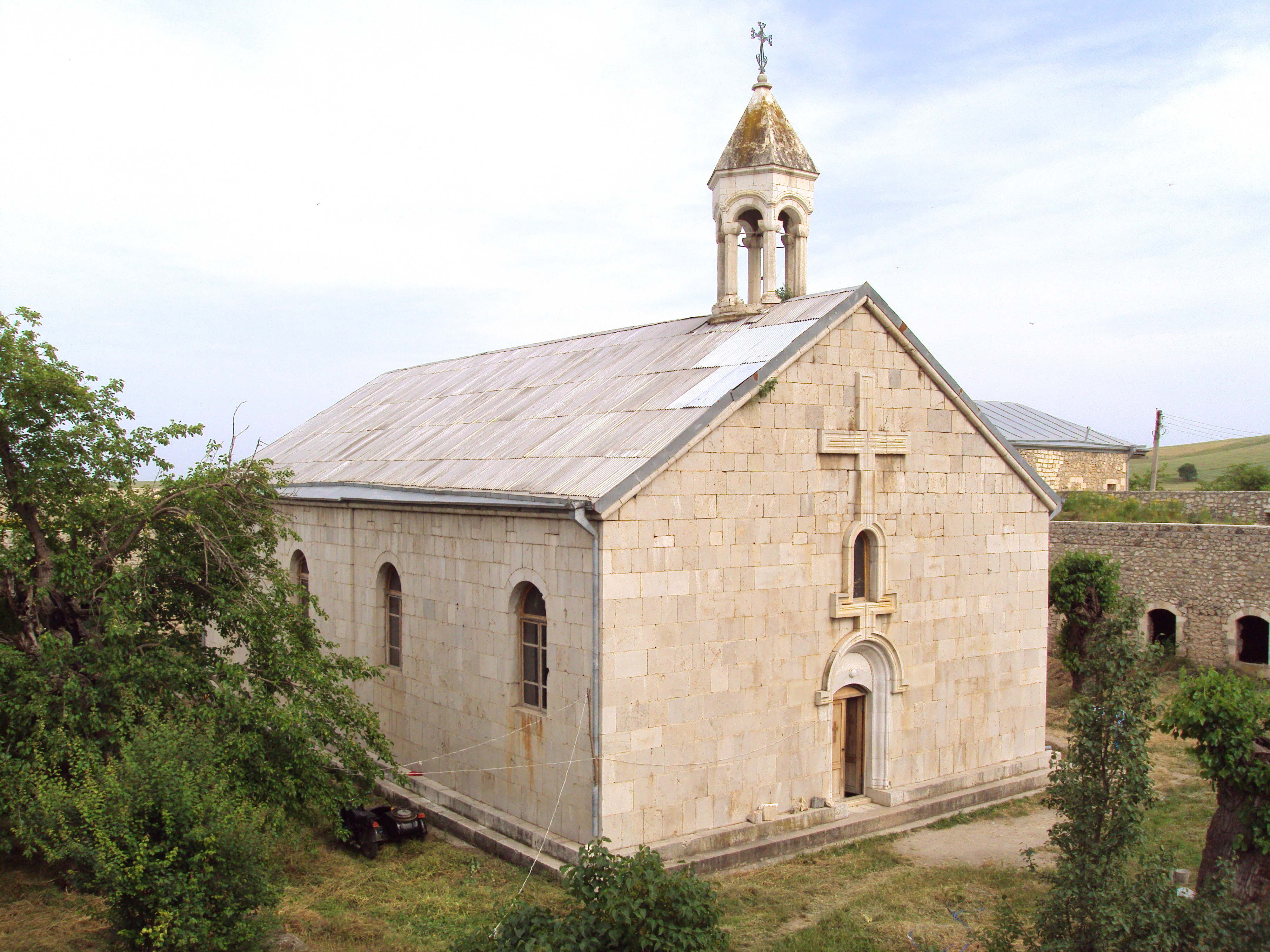
Mosteiro de Amaras, Sé original da Igreja da Albânia.

O Cristianismo como religião estatal foi adotado na Albânia do Cáucaso, no século IV, por ordem do Rei Urnair.
No século IV, pouco depois que a Armênia adotou o Cristianismo como religião do Estado (301), o Rei Urnair foi à Sé da Igreja da Armênia para receber o batismo de Gregório, o Iluminador, o primeiro Católico da Armênia, de acordo com Moisés de Dascurã. Fontes relatam que o Rei Urnair foi apenas batizado, junto com seus associados próximos, na Armênia.
A Enciclopédia Ortodoxa chama isso de "segundo batismo" da Albânia. Como assinala Jean-Pierre Mahe, essa tradição é anacrônica. De acordo com a "História da Armênia" de Fausto, o Bizantino e a lista de governantes da Albânia de Moisés de Dascurã, Urnair viveu na segunda metade do século IV e em 371 ainda era pagão. Portanto, seu batismo não pode ter nada a ver com Gregório, o Iluminador, e com o primeiro Rei cristão da Armênia, Tiridates III, que viveu muito antes de Urnair.
Gregório envia Urnair de volta à Albânia, mandando com ele "um homem abençoado (possivelmente Tomás de Satala), ordenado bispo na cidade de (Nova)Roma" para chefiar a Igreja albanesa. No entanto, Ciríaco de Ganzaca relata que "Gregório ordenou como bispo um de seus servos (diáconos), que veio com ele da Grécia (Cesareia da Capadócia), a quem deu ao Rei Urnair".
O que aconteceu na Albânia após o batismo do Rei Urnair é descrito em uma carta do bispo armênio Gute a São Vache, contida na História de Moisés de Dascurã:
“Com essas bênçãos celestiais, o rei Urnair entrou em Aluanque (Albânia), aprendeu e realizou todos os rituais de acordo com as regras dos apóstolos: todos receberam a unção celestial e entraram no livro da vida; os demônios foram expulsos de seu país, os sacrifícios cessaram... as ilusões foram envergonhadas, a verdade foi exaltada, uma luz invisível reinou, as trevas voluntárias foram removidas, as primícias foram designadas para a igreja, dízimos dos rendimentos e colheitas, campos e todos os animais domésticos foram postos de lado; até a terra caiu para ela, e tudo tomou a ordem certa”.
Após a morte de Urnair, os albaneses caucasianos solicitaram que o neto de Gregório da Armênia, Gregoris, liderasse sua Igreja. Gregoris foi consagrado Arcebispo da Albânia do Cáucaso e da Ibéria aos 15 anos e viajou por essas terras pregando o Cristianismo. Ele construiu a terceira igreja conhecida da Albânia do Cáucaso na cidade de Tsri, em Otena. Durante sua estada na terra dos mascutes no nordeste da Albânia do Cáucaso, Gregoris foi atacado por uma multidão enfurecida de adoradores de ídolos, amarrado a um cavalo e desmembrado. Seus restos mortais foram enterrados perto do Mosteiro de Amaras (atualmente na Província de Martuni da República do Alto Carabaque) construído por seu avô no cantão de Habande em Artsaque.
Provavelmente no início do século V, um bispo local chamado Jeremias traduziu a Bíblia Sagrada para a língua dos albaneses caucasianos, ou seja, a antiga língua udi. Os primeiros trechos existentes de traduções de partes da Bíblia para o antigo udi vêm do século VII, e foram baseados principalmente em traduções armênias. Estas traduções foram encomendadas provavelmente pelo Rei Javanxir.

### Autocefalia
Até início do século IV a Igreja da Albânia recebia apoio dos hierarcas de Jerusalém, mas supõe-se que por volta de 340 tornou-se autocéfala, possuindo seu metropolita, cuja residência se encontrava em Partava (atual Barda), e contando com oito dioceses.
Em 551, por influência ideológica armênia, a Igreja albanesa rompeu seus laços com Bizâncio e seu líder espiritual começou a ser chamado de Católico.

### Luta com o Zoroastrismo persa
De acordo com o historiador armênio do século V, Eliseu, o Vardapetes, no ano 450, o Rei sassânida da Pérsia, Isdigerdes II, ordenou que os mais altos nobres da Albânia do Cáucaso, Armênia e Geórgia viessem à sua capital em Ctesifonte com o objetivo de obrigar sua conversão ao zoroastrismo. Antes de ir, representantes de todas as três nações juraram entre si que nunca abandonariam sua fé. Embora enquanto em Ctesifonte os nobres cedessem, fossem cobertos de presentes, e enviados de volta para suas terras acompanhados por sacerdotes zoroastristas para estabelecer a religião em suas respectivas nações, ao voltar para casa, esses nobres foram estimulados pelo sentimento popular a manter mais firmemente sua fé cristã e se rebelar contra o Rei Isdigerdes II sob a liderança do general armênio Vardanes I Mamicômio. As nações cristãs unidas da Albânia do Cáucaso, Armênia e Geórgia perderam na Batalha de Avarair em 451, no entanto, pelo menos parte da nação albanesa caucasiana permaneceu cristã até certo ponto, mesmo nos tempos modernos.
Em meados do século V, sob o Rei Vache II da Albânia logo adotou o zoroastrismo devido à influência persa. O retorno ao cristianismo resultou em uma guerra entre a Pérsia e a Albânia do Cáucaso, durante a qual Vache II perdeu seu herdeiro. Nenhum dos lados ganhou; eventualmente Peroz I, o Rei da Pérsia de 457 a 484, ofereceu a Vache II a paz e o direito de permanecer cristão, mas apenas se Vache permitisse que sua mãe e esposa, que eram persas e zoroastrianas de nascimento, retornassem à sua terra natal. Vache concordou e viveu o resto de sua vida em solidão.

### Idade de Ouro
O Cristianismo atingiu sua idade de ouro no final do século V sob Vachagã III, o Piedoso (r. 485–523), que lançou uma campanha contra a adoração de ídolos e feitiçaria na Albânia do Cáucaso e desencorajou o zoroastrismo. Aqueles que propagavam a adoração de ídolos eram punidos fisicamente, escravizados ou condenados ao ostracismo. O Rei Vachagã III providenciava pessoalmente que seus filhos fossem levados às escolas e criados cristãos. Ele participou ativamente da cristianização dos albaneses caucasianos e da nomeação de clérigos para mosteiros em todo o seu reino. Por suas ordens, o local do enterro de São Gregório foi descoberto e venerado.
Em 488, o Vachagã III convocou o Conselho de Aluém em sua residência de verão perto da atual Martacerta. Durante o concílio, foi adotado um códice de vinte e um parágrafos formalizando e regulamentando os aspectos importantes da estrutura, funções, relacionamento com o Estado e status legal da Igreja.

### Proselitismo entre os hunos
No século VI, os hunos se estabeleceram no norte do Cáucaso, no que hoje é o Daguestão. Na época do governo de Javanxir (635-669), eles mantinham relações amistosas com a Albânia do Cáucaso. O assassinato de Javanxir em 669 provocou os hunos a lançar ataques no país em retaliação pela morte de seu aliado. O novo governante Varaz-Tiridates I, que era sobrinho de Javanxir, delegou a Israel, Bispo de Mets Kolmanķ, para persuadir o governante huno Alp Iluetuer a pôr fim às ações militares, pois o povo da Albânia do Cáucaso não poderia ser responsabilizado por um ato cometido "pela mão de um homem traiçoeiro e vil". Durante sua permanência na terra dos hunos em 681-682, Israel condenou suas crenças e práticas pagãs e pregou o Cristianismo. Seus convertidos ofereceram-lhe para estabelecer e liderar um Catolicato por meio de um pedido especial enviado por Alpe Iluetuer a Eliezer, Católico da Albânia do Cáucaso. O pedido foi recusado porque Israel já havia recebido uma congregação em Mets Kolmanķ. Apesar de Israel manter mais contato com os hunos, o cristianismo provavelmente não sobreviveu entre eles por muito tempo.

### Declínio e subordinação à Igreja Armênia
No início do século VIII o território da Albânia cai sob o domínio dos árabes e sérias mudanças na Igreja Apostólica Albanesa ocorreram. Após o destronamento do Católico Narses I em 705, depois de sua tentativa frustrada de converter a Albânia do Cáucaso ao calcedonismo, a Igreja Albanesa perdeu a autocefalia e o Califa Abedal Maleque ibne Maruane (685-705) submeteu parcialmente a Igreja albanesa à Igreja armênia. Este evento é geralmente considerado como a abolição da Igreja da Albânia através da perda de sua autocefalia e a redução de seu status hierárquico ao de um corpo subordinado dentro da Igreja Apostólica Armênia, ou seja, o Catolicato da Albânia. A submissão ao Católico armênio marcou o início do enfraquecimento da Igreja Albanesa e o inicio de sua "armenização".
A conquista árabe e a crise calcedônia levaram a uma grave desintegração da Igreja Albanesa. A partir do século VIII, parte da população local passou por uma islamização em massa. No século XI já haviam Mesquitas proeminentes em Barda, Qabala e Shaki, cidades que haviam sido centros do cristianismo albanês caucasiano. Os albaneses caucasianos que se converteram ao islamismo foram ao longo do tempo assimilados pelos grupos étnicos azeri, iraniano, lezgian e tsakhur, enquanto aqueles que permaneceram cristãos gradualmente se tornaram os armênios de Shaki e Vartashen (Oğuz) através da assimilação.
Herécia, uma província da Transcaucásia que faz fronteira com o Estado georgiano de Caquécia, sob influência da Igreja Ortodoxa Georgiana, foi convertida à Ortodoxia por Iscanique, filho de Dinar, Rainha de Herécia no século X. Os assuntos religiosos deste pequeno principado passaram a ser administrados oficialmente pela Igreja Ortodoxa Georgiana. Em 1010, Herécia foi absorvida pelo vizinho Reino georgiano de Caquécia. Eventualmente, no início do século XII, essas terras tornaram-se parte do Reino da Geórgia sob Davi, o Construtor, finalizando o processo de sua "georgianização".
As tribos albanesas caucasianas foram divididas entre o norte ortodoxo georgiano calcedônio centrado em torno do Bispado de Quis e a Igreja Apostólica Armênia do sul.
No início do domínio safávida havia 200 mil albaneses cristãos caucasianos nas províncias de Vartashen, Qabala, Qakh, Zaqatala, Mingechavur, Xaqui. Depois que o Canato de Xaqui foi estabelecido na região ambas as Igrejas calcedôniana e armênia sofreram severa perseguição durante os séculos XVII e XVIII e muitas das tribos se converteram ao islamismo, no século XIX a Igreja Ortodoxa Georgiana foi completamente extinta, com exceção de alguns ingiloys. Restaram 17 aldeias miafisistas da Igreja Armênia em Xaqui, e as aldeias islamizadas Kish, Faizit, Partez, Cungutc (Bash e Chshlal), Turkish-Orban. Muitas das aldeias miafisistas enfrentaram massacres em 1918 e migraram para a Geórgia para a aldeia de Sabatlo. Na região de Vartashen (oguz) restaram 13 aldeias miafisistas, grande parte da população muçulmana sendo islamizada Udi.

### Catolicato da Albânia da Igreja Armênia

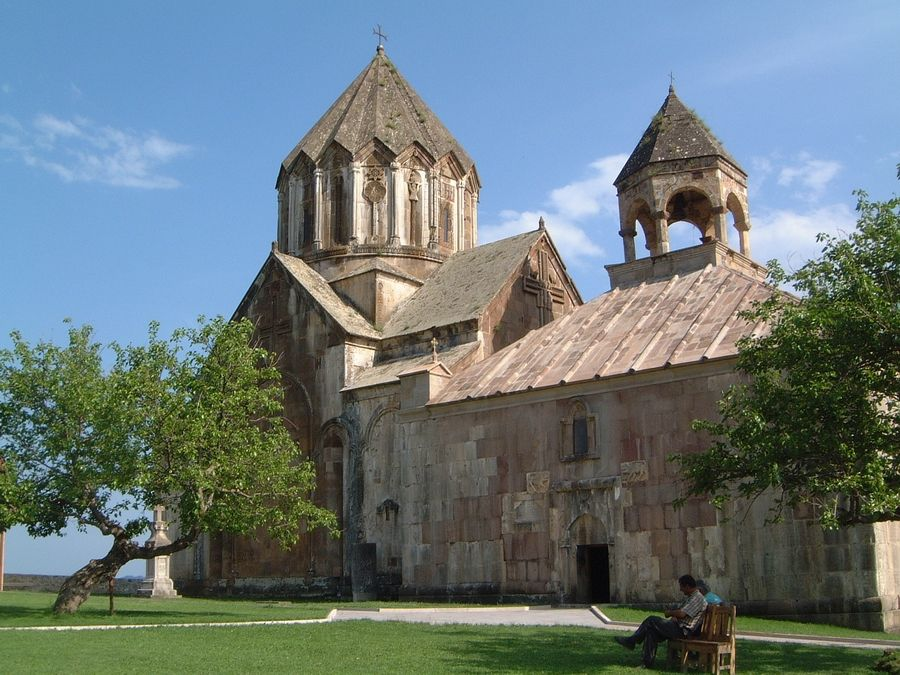
Mosteiro de Ganzasar, Sé do Catolicato da Albânia da Igreja Apostólica Armênia até o século XIX.

O Catolicato da Albânia ou Catolicato de Ganzasar da Igreja Apostólica Armênia continuou a existir até o século XIX como uma diocese autônoma. Houve tentativas da Igreja da Albânia do Cáucaso de adotar o calcedonianismo e romper com o resto da Igreja Armênia, para ser autocéfala, em meados do século X, mas foram suprimidas pelo clero armênio com o apoio do Rei Asócio III. Após a transferência da Sé do Católico armênio para Rumkale, Cilícia, no século XII, os bispos não apelaram mais ao primeiro para ordenar seus Católico e a Igreja da Albania recupera temporariamente sua autocefalia. A ordem original foi restaurada em 1634 depois que a Sé do Católico armênio retornou a Echemiazim. A Sé do Catolicato albanês permaneceu em Barda por um tempo. Por volta de 1213, foi transferida para o Mosteiro Khamshi ao sul de Gadabay. A partir de 1240, o Mosteiro de Ganzasar cresceu cada vez mais em importância e, no século XV, tornou-se a Sé do Catolicato de Albânia. A partir desse período, os Católicos também eram membros da família principesca armênia de Ganzasar, a Casa de Haçane-Jalaliã.
Além da jurisdição da antiga Igreja da Albânia, o Catolicato manteve o controle sobre a diocese armênia na Horda Dourada nos séculos XIII e XIV, centrada em sua capital, Sarai. Em meados do século XVIII, a vida religiosa da comunidade armênia de Astracã também era supervisionada pelo Catolicato da Albânia. A partir do início do século XVIII, os Hasan-Jalalyans contribuíram ativamente para a conquista russa do sul do Cáucaso.

### Abolição do Catolicato e extinção da Igreja da Albânia
Em 1815, dois anos após a conquista russa do Canato de Carabaque o cargo de Católico foi abolido e seu chefe substituído por um Bispo Metropolitano. Em 1836, sob o Decreto de Nicolau I, que regulamentou o status da Igreja Apostólica Armênia dentro do Império Russo, o cargo de Bispo Metropolitano foi abolido completamente. Suas jurisdições estavam subordinadas diretamente à Igreja Apostólica Armênia como as Dioceses de Artsaque e Shamakhi, bem como o Vicariato de Ganja dentro do Consistório de Tiblíssi da Igreja Armênia.

### Igreja Udi-Albanesa moderna

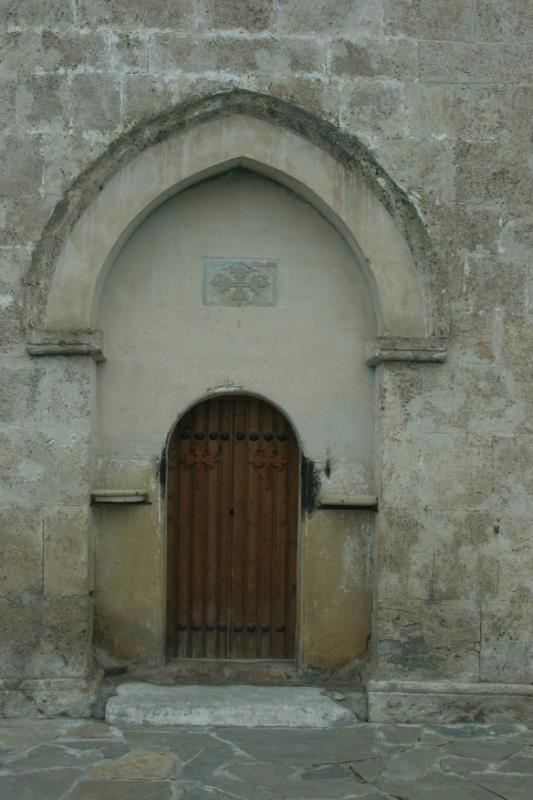
Igreja da comunidade Udi em Nij

Em 2003, a Comunidade Cristã Udi-Albanesa com sede em Nij, na condição de herdeira da Igreja Apostólica Albanesa, foi registrada no Comitê Estadual do Azerbaijão para Organizações Religiosas. Aproximadamente seis das 10 mil pessoas da comunidade étnica Udi vivem no Azerbaijão, incluindo 4.400 pessoas que residem na Vila de Nij, Distrito de Qabala.

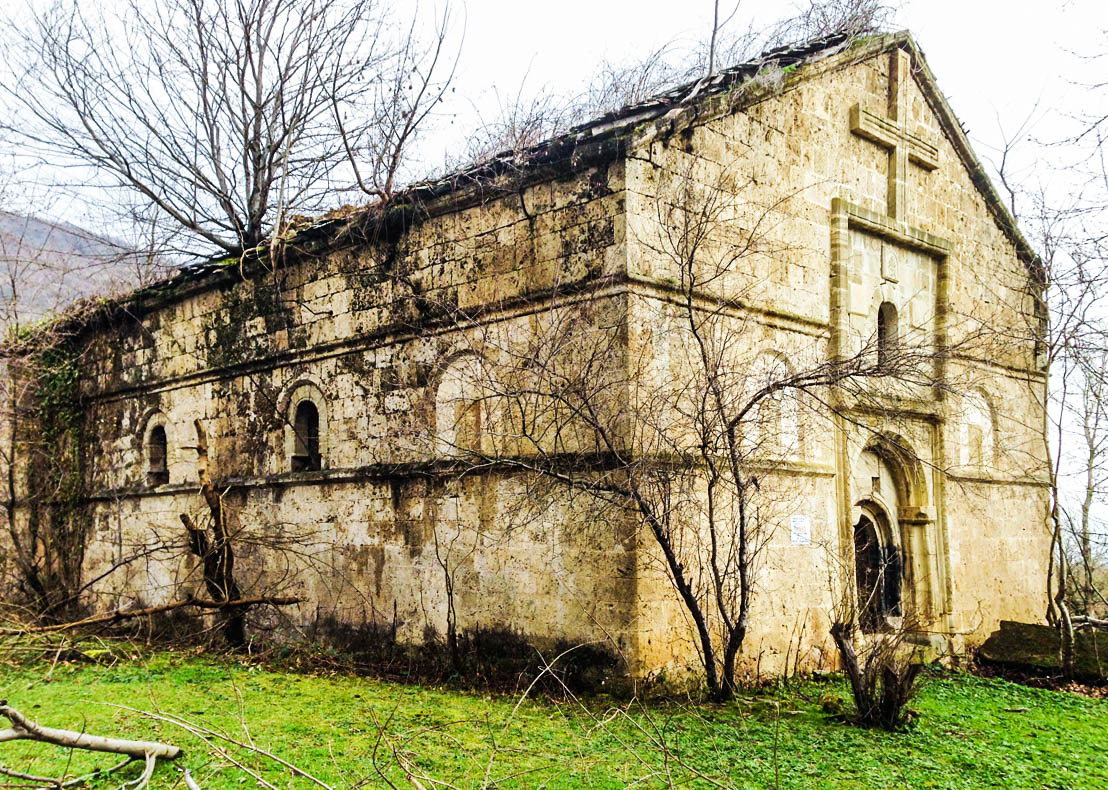
Mosteiro de Calut, Distrito de Oguz
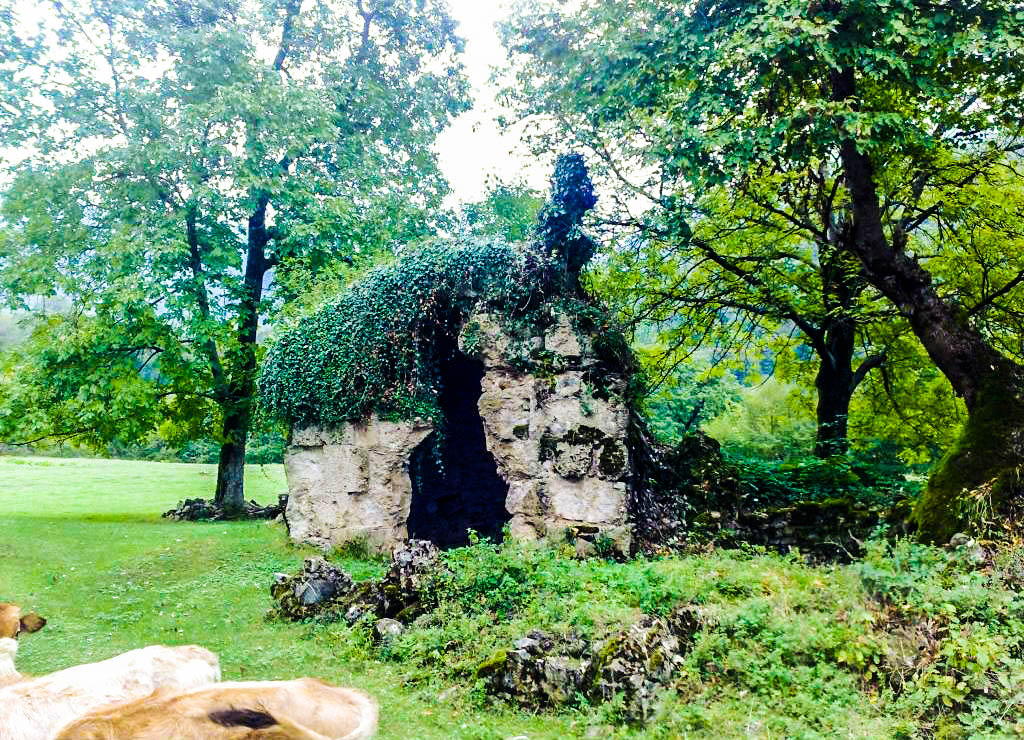
Complexo do Mosteiro das Sete Igrejas, próximo a Vila de Lekit na Região de Qakh.

## Estrutura

### Teologia
A Igreja da Albânia do Cáucaso foi representada nos primeiros concílios ecumênicos e, ao contrário de outras Igrejas Ortodoxas Orientais, geralmente aceitava o Credo de Calcedônia (uma doutrina que condena o monofisismo e propaga a natureza dual de Jesus Cristo) adotada no Quarto Concílio Ecumênico de Calcedônia em 451, que foi visto como um retorno ao Nestorianismo por outras Igrejas Orientais.
No entanto, em 491, os bispos albaneses caucasianos, juntamente com o católico armênio Apovipcenes de Otmus e os bispos georgianos em Valarsaparte, decidiram rejeitar o Concílio de Calcedônia. Não foi tanto a fórmula dogmática de Calcedônia que foi o problema, o credo foi aceito, mas as regras sobre o celibato e outros elementos que pareciam afirmar a hegemonia romana eram uma preocupação para os cristãos que viviam sob o domínio sassânida e depois árabe. Mais tarde, o Segundo Sínodo de Dúbio realizado em 551 também condenou o Concílio de Calcedônia.
No Primeiro Concílio de Dúbio realizado em 506, sem ratificar Calcedônia, as Igrejas Caucasianas Albanesa, Armênia e Georgiana declararam unidade doutrinária entre si, bem como com as Igrejas Ortodoxas e Católica Romana diofisistas. Especificamente, neste concílio, a Igreja da Albânia do Cáucaso rejeitou tanto o Nestorianismo quanto a legitimidade e as condições do Quarto Concílio Ecumênico de Calcedônia. A partir do final do século VI, as crenças nestorianas e calcedônias eram populares o suficiente na Albânia do Cáucaso para provocar uma "carta de preocupação", datada entre os anos 568 e 571, do Católico armênio João endereçado ao Bispo Vertanes e ao Príncipe Mir-Artaxir da província de Siunique. Na mesma época, representantes do Patriarca Ortodoxo de Jerusalém estavam promovendo ativamente as práticas calcedônias na Albânia do Cáucaso. De fato, é provável que por causa de tal promoção e possível pressão coercitiva, as dioceses da Igreja da Albânia do Cáucaso localizadas em Jerusalém já tenham aceitado as práticas calcedônias e começaram a promovê-las em casa. Provavelmente na primeira década do século VII, porém, a Igreja Apostólica Albanesa já havia voltado à comunhão com a Igreja Apostólica Armênia como uma Igreja Ortodoxa Oriental não calcedoniana.
No final do século VII, Católico Narses I tentou instalar os decretos calcedônios na Albânia do Cáucaso. De acordo com Moisés de Dascurã, Narses era o Bispo de Gardamana que aderiu ao Concílio de Calcedônia, assim como a Rainha-Consorte da Albânia do Cáucaso, Esprã, esposa de Varaz-Tiridates I. Em 688, com a ajuda de Esprã, Narses conseguiu ser nomeado como Católico, planejando alinhar o país com a prática calcedônia. Muitos membros da classe dominante e do clero aceitaram suas ideias, enquanto aqueles que permaneceram leais aos ensinamentos originais da Igreja (incluindo Israel, Bispo de Mets Kolmanķ), ficaram sujeitos à repressão. O crescimento do calcedonismo foi contrário aos interesses dos árabes que haviam conquistado a maior parte do Cáucaso no início do século VIII, porque, embora afirmando a humanidade de Cristo, que os árabes acolheram, o calcedonismo ainda era essencialmente romano e, assim, ratificando-o, estava associado às aspirações territoriais do Império Bizantino. Em 705, o clero anticalcedoniano da Albânia do Cáucaso convocou um Concílio e anatematizou Narses e seus partidários. Elias, Católico da Armênia, seguiu escrevendo uma carta ao Califa Abedal Maleque ibne Maruane notificando-o da ameaça política que o calcedonianismo representava para a região. Abedal Maleque providenciou a prisão de Narses e Esprã, que foram então presos em grilhões e exilados.
À luz do fato de que os líderes da moderna Igreja albanesa caucasiana estão considerando enviar clérigos em potencial para estudar na Rússia, seu futuro pode ser com o cristianismo ortodoxo diofisista em vez da ortodoxia oriental.

### Liturgia
A língua litúrgica da Igreja era provavelmente uma das línguas tribais locais, provavelmente o gargariano ou o albanês caucasiano, que provavelmente eram de fato a mesma língua. A Albânia do Cáucaso foi mencionada por Moisés de Dascurã como tendo sua própria tradição literária a partir do século V.  Em sua carta aos cristãos persas em 506, Apovipcenes de Otmus, Católico da Armênia, afirmou que todas as três Igrejas do Cáucaso eram ideologicamente unidas apesar de cada uma ter sua própria língua. Que os albaneses caucasianos provavelmente usavam sua própria língua nacional como língua litúrgica em sua Igreja é sugerido por um manuscrito palimpsesto bilíngue georgiano-Udi que remonta ao século VII, que foi descoberto em 1997 no Mosteiro de Santa Catarina, no Egito, pelo historiador georgiano Zaza Aleksidze. Em direção à abolição da autocefalia da Igreja, ela foi se tornando cada vez mais linguísticamente "armenizada". Entre os fatores que podem ter contribuído para isso estão constantes ataques dos Cazares e os "sem lei" que queimaram igrejas e com elas grande parte da literatura religiosa albanesa caucasiana.

### Hierarquia
O Arcebispo era considerado o Primaz da Igreja da Albânia do Cáucaso e tradicionalmente foi consagrado pelos Católicos armênios até 590, quando a Albânia do Cáucaso proclamou seu próprio Católico consagrado localmente. Em geral, o ofício do Católico era passado de tio para sobrinho. Isso continuou até a abolição da autocefalia da Igreja em 706. A cidade de Chola (possivelmente atual Derbente, Rússia) foi originalmente escolhida para ser a Sé da Igreja da Albânia. No entanto, em 551, devido a saques de "Khazars" (Kutrigurs) na Albânia do Cáucaso, a Sé do Católico foi transferida para Barda.
Em várias fontes, as Dioceses de Barda, Amaras, Siúnia (transferida temporariamente da Igreja Apostólica Armênia em 590), Otena, Balasagena, Gardamana, Xaqui, Cabalaca, Hasho e Colmanque são listadas como dioceses da Igreja Apostólica Albanesa.

## Templos e Mosteiros
Tradicionalmente, a construção da Igreja em Quis é atribuída ao Apóstolo Eliseu.
De acordo com fontes escritas, em seu domínio ancestral Gardamana, o Príncipe da Albânia Javanxir construiu um templo cristão abobadado no século VII. Por dentro, o templo estava coberto de pinturas. A porta foi coberta com placas de prata cinzeladas, e também foram utilizados tecidos de seda, que podem ter sido usados para decorar as paredes.
Há uma versão segundo a qual o Udi Peter Silikov construiu o Mosteiro do Apóstolo Eliseu perto de Vartashen, que mais tarde ficou sob a jurisdição da Igreja Armênia.[carece de fontes?]

### Mosteiros albaneses em Jerusalém
De acordo com a lista no último capítulo da História do país de Albânia, havia dez mosteiros albaneses em Jerusalém. Seis deles são mencionados pelo nome:
- Mosteiro de Pand, a leste do Monte das Oliveiras. Foi construído por um certo Panon da Albânia;[61]
- Mosteiro de Mruva, em homenagem aos quarenta mártires, perto do Mosteiro de Pand;
- Mosteiro de Mezhai, em homenagem aos quarenta mártires;
- Mosteiro Kalankatuyk;
- Mosteiro Artsaque, ao sul de Santo Estevão;
- Mosteiro de Amaras, em homenagem a São Gregório;
- Mosteiro de Partav, dedicado a Santa Maria, perto da Torre de Davi. Metade do mosteiro pertencia a uma mulher chamada Miriam de Shamkhor;
- Outro mosteiro foi localizado no mercado, e a localização dos três restantes é desconhecida.

Os nomes dos mosteiros indicavam os antigos centros cristãos da Albânia do Cáucaso. Apenas um dos mosteiros levava o nome do Primaz da Igreja albanesa, Pand.